# Johnny Tillotson
Johnny Tillotson (Jacksonville, Florida, 20 de abril de 1938-Los Ángeles, California, 1 de abril de 2025) fue un cantautor estadounidense, de la era del rock and roll.
Disfrutó de su mayor éxito a principios de la década de 1960, cuando obtuvo nueve éxitos entre los diez primeros en las listas de Billboard contemporáneas de pop, country y adultos, incluidos «Poetry in Motion», el autoescrito «It Keeps Right On a-Hurtin» y «Without You».

## Biografía
A la edad de nueve años tuvo que hacerse cargo del cuidado de su abuela, que vivía en Palatka (Florida). Desarrolló el gusto por la música desde pequeño, llegando a tener una importante popularidad mientras estudiaba en el instituto. Una aparición como invitado e el programa de Toby Dowdy lo convirtió en estrella estatal y le dio la oportunidad de tener su propio show durante tres años. Simultáneamente, en la Universidad de Florida, estudiaba periodismo y comunicaciones, carrera que concluyó exitosamente. Su vena creativa lo llevó a comenzar a crear composiciones musicales de temas generalmente románticos.
Hacia 1957, y gracias a la ayuda de un locutor de radio de una emisora local, logró concursar en un evento a la búsqueda de talentos musicales del que resultó ser uno de los seis cantantes finalistas. Su agradable imagen y su voz propiciaron que la editora de música Lee Rosenberg le pusiera en contacto con el director de Cadence Records, Archie Bleyer. Ahí comenzó su carrera exitosa.
Habiendo firmado ya con la Cadence, emigró a Nueva York para continuar con su vocación artística. En 1960 grabó su primer éxito, la canción «Poetry in Motion» («Poesía en movimiento», escrita por Anthony y Kauffman), que rápidamente se colocó en el segundo lugar de las listas de popularidad del Billboard Hot 100 y fue número 1 en los Singles Charts del Reino Unido. Un gran número de sus temas fueron éxitos en los charts de música country y en los de la música pop. Recibió una nominación al Premio Grammy por su composición «It Keeps Right On a-Hurtin» («Me sigue doliendo») y también por la canción «Heartaches by the Number». También fue nominado por mejor intérprete vocal en 1965. A lo largo de una carrera de más de 50 años, grabó 26 sencillos que entraron todos a las listas del Billboard, cantó en varios idiomas y efectuó giras a lo largo de los Estados Unidos y otros lugares del planeta.
Apareció en el filme Just for Fun (1963) e interpretó el tema musical de la comedia televisiva Gidget protagonizada por Sally Field, actriz famosa por su serie La novicia voladora (The Flying Nun). Fue llamado a participar en la comedia The Fat Spy, protagonizada por Jane Mansfield, Jack E. Leonard, Phyllis Diller, Brian Donlevy y Jordan Christopher & The Wild Ones. Esta película fue catalogada entre «Las 50 peores películas jamás hechas» con el número 46.
El 23 de marzo de 2011, Tillotson fue incluido en el Salón de la Fama de los Artistas de Florida, el máximo honor que el Estado de Florida otorga a un artista. Sus placas se exhiben permanentemente en el Capitolio del Estado de Florida.
Tillotson falleció el 1 de abril de 2025 a los 86 años, por complicaciones de la enfermedad de Parkinson, según anunció su compañero cantante Fabian Forte en su Instagram.

## Discografía

### Álbumes
- 1959: This Is Johnny Tillotson
- 1960: Johnny Tillotson (EP).
- 1962: It Keeps Right On a-Hurtin (Estados Unidos #8).
- 1963: You Can Never Stop Me Loving You
- 1964: Talk Back Trembling Lips (Estados Unidos #48).
- 1964: The Tillotson Touch
- 1964: She Understands Me (Estados Unidos #148).
- 1965: That's My Style
- 1965: Johnny Tillotson Sings
- 1966: No Love at All
- 1966: The Christmas Touch
- 1966: Johnny Tillotson Sings Tillotson
- 1967: Here I Am
- 1969: Tears on My Pillow
- 1970: Johnny Tillotson
- 1977: Johnny Tillotson

### Recopilaciones
- 1962: Johnny Tillotson's Best (Estados Unidos #120).
- 1968: The Best of Johnny Tillotson
- 1972: The Very Best of Johnny Tillotson
- 1977: Greatest
- 1984: Scrapbook
- 1990: All the Early Hits - and More!!!!
- 2014: Travelin' On Foreign Grounds

### Sencillos
| Año  | Título                                             | Álbum                            | Pop | R&B | Charts de música Country | Adult Contemporary | UK |
| ---- | -------------------------------------------------- | -------------------------------- | --- | --- | ------------------------ | ------------------ | -- |
| 1958 | "Dreamy Eyes"                                      | Johnny Tillotson (EP).           | 63  |     |                          |                    |    |
| 1958 | "I'm Never Gonna Kiss You" (a dueto con Genevieve) |                                  |     |     |                          |                    |    |
| 1959 | "True True Happiness"                              | Johnny Tillotson (EP).           | 54  |     |                          |                    |    |
| 1960 | "Why Do I Love You So"                             | This Is Johnny Tillotson         | 42  |     |                          |                    |    |
| 1960 | "Earth Angel"                                      | This Is Johnny Tillotson         | 57  |     |                          |                    |    |
| 1960 | "Poetry in Motion"                                 | This Is Johnny Tillotson         | 2   | 27  |                          |                    | 1  |
| 1961 | "Jimmy's Girl"                                     | This Is Johnny Tillotson         | 25  |     |                          |                    | 43 |
| 1961 | "Without You"                                      | Johnny Tillotson's Best          | 7   |     |                          |                    |    |
| 1962 | "Dreamy Eyes" (reissue)                            | Johnny Tillotson's Best          | 35  |     |                          |                    |    |
| 1962 | "I'm So Lonesome I Could Cry"                      | It Keeps Right On a-Hurtin'      | 89  |     |                          |                    |    |
| 1962 | "It Keeps Right On a-Hurtin'"                      | It Keeps Right On a-Hurtin'      | 3   | 6   | 4                        |                    | 31 |
| 1962 | "Send Me the Pillow You Dream On"                  | It Keeps Right On a-Hurtin'      | 17  |     | 4                        | 5                  | 21 |
| 1962 | "I Can't Help It (If I'm Still in Love With You)"  | It Keeps Right On a-Hurtin'      | 24  |     |                          |                    | 41 |
| 1963 | "Out of My Mind"                                   | Greatest                         | 24  |     |                          |                    | 34 |
| 1963 | "You Can Never Stop Me Loving You"                 | You Can Never Stop Me Loving You | 18  |     |                          | 4                  |    |
| 1963 | "Talk Back Trembling Lips"                         | Talk Back Trembling Lips         | 7   |     |                          | 6                  |    |
| 1963 | "Funny How Time Slips Away"                        | It Keeps Right On a-Hurtin'      | 50  |     |                          |                    |    |
| 1964 | "I'm a Worried Guy"                                | Talk Back Trembling Lips         | 37  |     |                          |                    |    |
| 1964 | "I Rise, I Fall"                                   | The Tillotson Touch              | 37  |     |                          |                    |    |
| 1964 | "Worry"                                            | The Tillotson Touch              | 45  |     |                          | 5                  |    |
| 1964 | "She Understands Me"                               | She Understands Me               | 31  |     |                          | 4                  |    |
| 1965 | "Angel"                                            | Johnny Tillotson Sings           | 51  |     |                          |                    |    |
| 1965 | "Then I'll Count Again"                            | That's My Style                  | 86  |     |                          | 4                  |    |
| 1965 | "Heartaches by the Number"                         | That's My Style                  | 35  |     |                          | 4                  |    |
| 1965 | "Our World"                                        | Johnny Tillotson Sings           | 70  |     |                          |                    |    |
| 1966 | "I Never Loved You Anyway"                         | Johnny Tillotson Sings           |     |     |                          |                    |    |
| 1966 | "Country Boy Country Boy"                          | Johnny Tillotson Sings Tillotson |     |     |                          |                    |    |
| 1966 | "What Am I Gonna Do"                               | No Love at All                   |     |     |                          |                    |    |
| 1966 | "Open Up Your Heart"                               |                                  |     |     |                          |                    |    |
| 1966 | "Christmas Country Style"                          | The Christmas Touch              |     |     |                          |                    |    |
| 1967 | "Tommy Jones"                                      | Here I Am                        |     |     |                          |                    |    |
| 1967 | "Don't Tell Me It's Raining"                       |                                  |     |     |                          |                    |    |
| 1967 | "You're the Reason"                                | The Best of Johnny Tillotson     |     |     | 48                       |                    |    |
| 1968 | "Why So Lonely"                                    |                                  |     |     |                          |                    |    |
| 1968 | "Letter to Emily"                                  |                                  |     |     |                          |                    |    |
| 1969 | "Tears on My Pillow"                               | Tears on My Pillow               |     |     |                          |                    |    |
| 1969 | "Joy to the World"                                 | Tears on My Pillow               |     |     |                          |                    |    |
| 1969 | "Raining in My Heart"                              | Tears on My Pillow               |     |     |                          |                    |    |
| 1970 | "Susan"                                            |                                  |     |     |                          |                    |    |
| 1970 | "I Don't Believe in If Anymore"                    |                                  |     |     |                          |                    |    |
| 1971 | "Apple Bend"                                       | Johnny Tillotson (1970).         |     |     |                          |                    |    |
| 1971 | "Welfare Hero"                                     | Johnny Tillotson (1970).         |     |     |                          |                    |    |
| 1971 | "Make Believe"                                     |                                  |     |     |                          |                    |    |
| 1973 | "Your Love's Been a Long Time Comin'"              |                                  |     |     |                          |                    |    |
| 1973 | "If You Wouldn't Be My Lady"                       |                                  |     |     |                          |                    |    |
| 1973 | "I Love How She Needs Me"                          |                                  |     |     |                          |                    |    |
| 1974 | "Till I Can't Take It Anymore"                     |                                  |     |     |                          |                    |    |
| 1975 | "Mississippi Lady"                                 |                                  |     |     |                          |                    |    |
| 1975 | "Right Here in Your Arms"                          |                                  |     |     |                          |                    |    |
| 1976 | "Summertime Lovin'"                                | Johnny Tillotson (1977).         |     |     |                          |                    |    |
| 1977 | "Toy Hearts"                                       | Johnny Tillotson (1977).         |     |     |                          |                    |    |